# František Štorek
František Štorek (3. července 1933, Hradec Králové – 26. června 1999, Praha) byl český akademický sochař.

## Život

### Studijní léta
František Štorek měl od dětství vztah k práci s kovem, protože jeho otec a strýc vlastnili kovářskou dílnu, která dodávala ozdobné secesní dekorativní prvky. Po smrti otce tuto dílnu zdědil. Vyučil se na Vyšší průmyslové škole sochařsko-kamenické v Hořicích a v roce 1952 odešel František Štorek studovat Akademii výtvarných umění do Prahy. Tam v letech 1953–1959 studoval u profesorů Jana Laudy a Vincence Makovského. Poté v letech 1964–1967 zakončil studia uměleckou aspiranturou u profesorů Karla Hladíka a Karla Lidického. Po studiích se na trvalo usídlil v Praze. Na AVU se též seznámil s malířkou Jaroslavou Pešicovou, se kterou se později oženil. Jejich umělecká tvorba se vzájemně symbioticky doplňuje a prolíná.

### Ocenění
- 1966 Country prix, Madurodam, Haag
- 1967 Cena ČFVU, I. pražský salon
- 1973 Cena mezinárodního bienále drobné plastiky, Budapešť
- 2003 CENA MASARYKOVY AKADEMIE UMĚNÍ (in memoriam)

### Umělecká tvorba

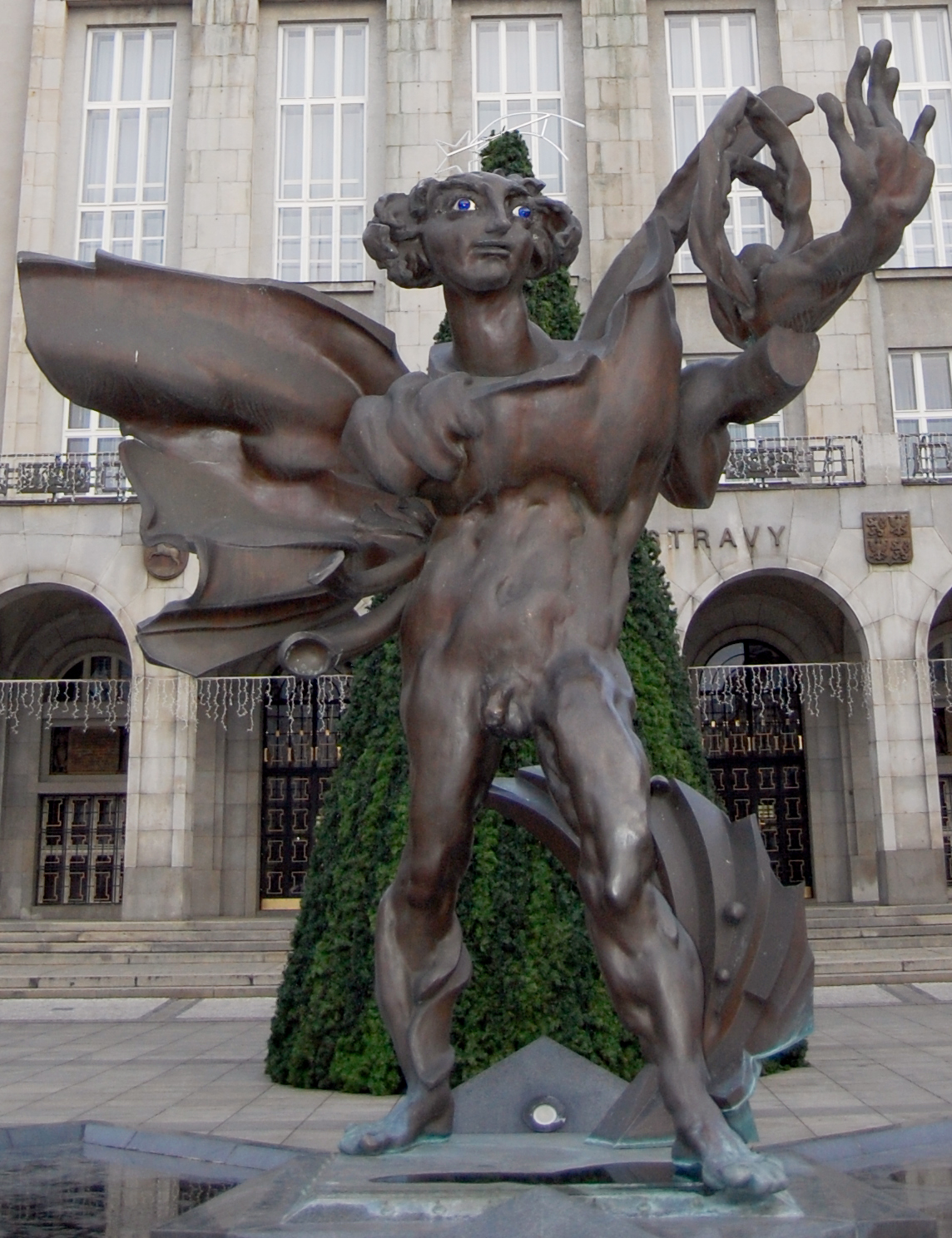
Ikarus, Prokešovo náměstí Ostrava

Umělecký život Františka Štorka prošel několika etapami. Jeho prvotní tvorbou po dokončení AVU byly sochařské portréty (1960–1962) v následujícím období do roku 1967 dominují kamenné nebo železné sochy svařované ze silných plátů, které jsou svým pojetím spíše nefigurální povahy. Roku 1967 se zúčastnil prvního ročníku Mezinárodního sympozia prostorových forem Ostrava. Po okupaci a nástupu normalizace řada soch skončila ve šrotu, ale invencí hlučínského rodáka Ing. arch. Mojmíra Sonnka, který v době likvidace sochařského parku pracoval na útvaru hlavního architekta města Ostravy, se podařilo Štorkovu sochu umístit u hlučínské základní školy, kde přečkala do roku 2013. V roce 1968 nastává v jeho tvorbě přechod směrem k figurální tvorbě, které se věnoval plně od roku 1969 až do své smrti.
Jména jeho soch ukazují, že byl značně inspirován antikou a řeckou mytologií. Těsně před svým úmrtím dokončil práce na svém životním díle - tři a půl metrové bronzové soše Ikara, jež se tyčí nad kašnou Prokešova náměstí před Novou radnicí v Ostravě.
Jeho díla byla s úspěchem vystavována ve známých českých galeriích a ke konci 80. let měl František Štorek i několik samostatných výstav v Belgii a Francii.

## Výstavy

### Autorské výstavy v Československu a v ČR
- 1966 – Mánes, Galerie mladých, Praha
- 1968 – Síň Československý spisovatel, Praha, s Jaroslavou Pešicovou
- 1972 – Galerie Ve Věži, Mělník s Františkem Ronovským
- 1976 – Galerie Ve Věži, Mělník, s Jaroslavou Pešicovou
- 1977 – Galerie výtvarného umění, Cheb, s Jaroslavou Pešicovou
- 1977 – Galerie umění, Karlovy Vary, s Jaroslavou Pešicovou,(výstava byla zakázána)
- 1978 – Východočeská galerie, Pardubice, s Jaroslavou Pešicovou
- 1980 - Galerie Dílo ČFVU Platýz, Praha, s Jaroslavou Pešicovou
- 1981 - Orlická galerie, Rychnov nad Kněžnou, s Jaroslavou Pešicovou
- 1985 - Galerie Dílo ČFVU Zlatá ulička, Jaroslavou Pešicovou
- 1985 – Galerie Fronta, Praha, s Jaroslavou Pešicovou
- 1990 – Galerie Václava Špály, Praha, s Jaroslavou Pešicovou
- 1992 – Okresní muzeum, Jindřichův Hradec, s Jaroslavou Pešicovou
- 1993 – Středoevropská galerie a nakladatelství, Praha
- 1994 – Galerie Fronta, Praha, s Jaroslavou Pešicovou
- 1994 – Galerie U Prstenu, Praha, s Jaroslavou Pešicovou
- 1995 - Galerie U Prstenu, Praha, s Albínem Brunovským
- 1995 - Nádvoří Libeňského zámku, s Čestmírem Mudruňkou
- 1996 – Městské muzeum a galerie, Hranice, s Jaroslavou Pešicovou
- 1998 – Muzeum Prostějovska, Prostějov, s Jaroslavou Pešicovou
- 1999 – Galerie výtvarného umění, Ostrava, s Jaroslavou Pešicovou
- 2002 – Galerie výtvarného umění, Most
- 2003 – Galerie moderního umění, Hradec Králové
- 2003 – Alšova jihočeská galerie, Hluboká nad Vltavou
- 2003 – Wortnerův dům, České Budějovice

### Autorské zahraniční výstavy
- 1966 – Československé kulturní centrum, Sofie, Bulharsko, s Jaroslavou Pešicovou
- 1982 – Galerie Labirint, Lublaň, Jugoslávie, s Jaroslavou Pešicovou
- 1983 – Kunstcentrum Vaabeek, Lovaň, Belgie, s Jaroslavou Pešicovou
- 1985 – Galerie Huie de Jonge Jacob, Lovaň, Belgie, s Jaroslavou Pešicovou
- 1988 – Galerie Soleil noir, Montepellier, Francie, s Jaroslavou Pešicovou
- 1991 – Galeriee Peithner-Lichtenfels, Vídeň, Rakousko, s Jaroslavou Pešicovou
- 1999 – Sancta Mariainstituut, Lovaň, Belgie, s Jaroslavou Pešicovou
- 1999 – Gemeentekrediet, Diest, Belgie, s Jaroslavou Pešicovou
- 2012 – Galéria Miloša Alexandra Bazovského, Trenčín, Slovensko, s Jaroslavou Pešicovou

### Kolektivní zahraniční výstavy
- 1966 - Ontmoeting 6 europese academies in Madurodam, Den Haag, Haag
- 1966 - Tschechoslowakische Plastik von 1900 bis zur Gegenwart, Museum Folkwang, Essen
- 1968 - Bienále kovové plastiky 1968, Varšava (Warszawa)
- 1969 - Junge Künstler aus der ČSSR, Haus am Kleistpark, Berlín (Berlin)
- 1970 - Museo Civico, Bologna
- 1970 - III. Mezinárodní výstava malých bronzů, Museum současného umění v Madridu, Madrid
- 1970 - Tschechische Skulptur des 20. Jahrhunderts: Von Myslbek bis zur Gegenwart, Schloß Charlottenburg - Orangerie, Berlín (Berlin)
- 1970 - Sodobna češkoslovaška umetnost, Mestna galerija Ljubljana, Lublaň (Ljubljana)
- 1970 - Sodobna češkoslovaška umetnost, Mestna galerija Piran, Piran
- 1970 - Sodobna češkoslovaška umetnost, Salon ULUH, Záhřeb (Zagreb)
- 1973 - II. bienále drobné plastiky, Muscarnok, Budapešť
- 1974 - Zvíře na mincích, medailích a pečetích, Hotel de la Monnaie, Paříž
- 1977 - 14. bienále, Openluchtmuseum voor Beeldhouwkunst Middelheim, Antwerpen
- 1977 - XVII. FIDEM, Magyar Nemzeti Galéria, Budapešť
- 1978 - IX. Triennale India, Lalit Kala Akademi Rabindra Bhavan, New Delhi
- 1979 - XVIII. Congresso FIDEM, Fundacao Calouste Gulbenkian, Lisabon
- 1985 - A mai csehszlovák szobrászat, Műcsarnok (Kunsthalle Budapest), Budapešť (Budapest)
- 1988 - Rzeźba czeska i słowacka 1948-1988, Galeria Związku Artystów Rzeźbiarzy, Varšava (Warszawa)
- 1991 - Czeska sztuka 2. połowy XX wieku ze zbiorów Galerii Sztuk Plastycznych w Ostrawie, Muzeum Górnośląskie w Bytomiu, Bytom
- 1996 - Slávnosť: 26 kunstenaars uit Tsjechische en de Slowaakse Republiek, Venray
- 2025 - Terra Incognita: Art Expedition to an Unknown Neighbouring Country. Czechoslovak Art between 1948 and 1989 in Dialogue with the Liaunig Collection, Muzeum Liaunig, Neuhaus

### Sochařská sympozia
- 1967 - Mezinárodní sympozium prostorových forem, Ostrava
- 1968 - Sympozium evropských sochařů, Krastal (Rakousko)
- 1969 - IV. Mezinárodní sochařské symposium, Hořice
- 1985 - Pracovní setkání v Přední Kopanině (neoficiální sympozium), Praha

## Realizace ve veřejném prostoru
- Skulptura pro urnový háj, 1967, vračanský mramor, krematorium Svitavy
- Plastika pro sympozium, 1967, kované a svařované železo, Hlučín (pochází z Mezinárodního sochařského sympozia v Ostravě)
- Sedící, 1968, vápenec, Německo, park v Moers (pochází z Mezinárodního sochařského sympozia v Krastalu)
- Přítelkyně, pískovec, 1969, Hořice, (pochází z Mezinárodního sochařského sympozia v Hořicích)
- Barevný vstupní reliéf, (ve spolupráci s Jaroslavou Pešicovou), 1970, vstupní hala závodu Brano, Branka u Opavy (zničeno)
- Plastika, 1970, božanovský pískovec, koupaliště, Most
- Fontána, 1970, slezská žula a šluknovský syenit, sídliště Polabiny, Pardubice
- Pieta, 1972, pískovec, náhrobek, hřbitov, Třebichovice pod Orebem
- Vertikální fontána,  1974, mramor a bronz, škola, Vysoké Mýto (zničeno)
- Korál, 1976, bílý mramor, sídliště Pouchov, Hradec Králové
- Niobé, 1977, supíkovický mramor, hrob Františka Štorka a Jaroslavi Pešicové, hřbitov, Třebichovice pod Orebem
- Váza, 1979, bohánecký pískovec, sídliště Moravské Předměstí, Hradec Králové (odstraněno)
- Motýl, 1982, bronz a pískovec, hrob pro matku historičky Evy Petrové, Olšanské hřbitovy, Praha
- Náhrobní plastika pro Ann Goris, 1985, bronz, Leuven (Belgie)
- náhrobek rodiny Pešicovy, 1985, vračanský mramor, hřbitov, Rudná u Prahy
- Ikaros, 1999, bronz, Prokešovo náměstí, Ostrava

## Zastoupení ve sbírkách
| Alšova jihočeská galerie v Hluboké nad Vltavou (AJG), Hluboká nad Vltavou (České Budějovice) |
| Galerie Benedikta Rejta, Louny (Louny)                                                       |
| Galerie hlavního města Prahy, Praha                                                          |
| Galerie moderního umění, Roudnice nad Labem (Litoměřice)                                     |
| Galerie výtvarného umění, Cheb (Cheb)                                                        |
| Galerie výtvarného umění v Ostravě, Ostrava (Ostrava-město)                                  |
| Magistrát města Ostravy, Ostrava (Ostrava-město)                                             |
| Muzeum umění Olomouc, Olomouc (Olomouc)                                                      |
| Národní galerie v Praze, Praha                                                               |
| Oblastní galerie výtvarného umění v Olomouci, Olomouc (Olomouc)                              |
| Openluchtmuseum voor Beldhouwkonst Middelheim, Antverpy (Antwerpen)                          |
| Orlická galerie v Rychnově nad Kněžnou, Rychnov nad Kněžnou (Rychnov nad Kněžnou)            |
| Severočeská galerie výtvarného umění v Litoměřicích, Litoměřice (Litoměřice)                 |
| Východočeská galerie, Pardubice (Pardubice)                                                  |